# Consideración de la representabilidad

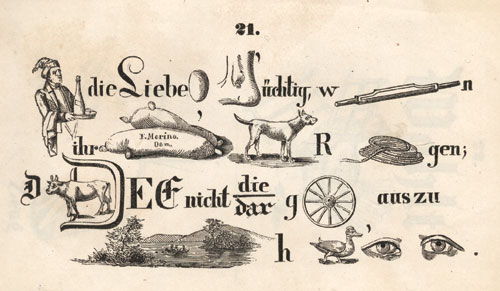
La consideración de la representabilidad conduce a componer el sueño como un rébus, un pictograma a descifrar. En la imagen: rébus en un almanaque de 1861.

La consideración de la representabilidad, traducido a veces también como «miramiento por la figurabilidad» (en alemán Rücksicht auf Darstellbarkeit) es un concepto psicoanalítico desarrollado por Sigmund Freud para designar una particular condición o exigencia a la que se ven sometidos los procedimientos oníricos de figuración: los pensamientos del sueño deben poder ser representados por imágenes visuales, lo que requiere transformarlos y seleccionar aquellos para los que existan las imágenes adecuadas. Dicho de otra manera, no se puede soñar con algo que no podamos representar.
Esta figuración sometida a la condición de su representabilidad es uno de los cuatro procesos psíquicos que Freud describe como responsables de la formación del sueño, siendo los otros tres la condensación, el desplazamiento y la elaboración secundaria.

## Descripción
Debido a que el sueño exige que todos los pensamientos e ideas que se habrán de expresar por este medio lo hagan a través de imágenes visuales, la consideración de la representabilidad juega un papel esencial para su formación.
De todos los pensamientos centrales del sueño se seleccionarán aquellas ramas que pueden ser representadas por imágenes. En este sentido, constituye la contrapartida de la condensación, puesto que esta última se encarga de seleccionar, de todo el universo de imágenes posibles, aquellas que logren condensar varias significaciones.
Respecto de los desplazamientos, en cambio, la consideración de la representabilidad hace que una determinada expresión se desplace desde la palabra no representable hacia una imagen sustituta.
J. Laplanche y J.B. Pontalis aportan un ejemplo muy ilustrativo en su Diccionario de Psicoanálisis:

Así, el desplazamiento de la expresión (Ausdrucksverschiebung) proporcionará un eslabón (una palabra concreta) entre el concepto abstracto y una imagen sensorial (ejemplo:deslizamiento del término «aristócrata» en el de «situado en lo alto», que puede ser representado en una «elevada torre».

El sueño no puede representar de una manera lógica las relaciones existentes entre los distintos elementos de los que está compuesto. No será posible (como intenta el discurso consciente del sujeto en vigilia) una ilación lógica que exprese relaciones de causalidad, de pertenencia, de inclusión o exclusión, de conjunción y disjunción. El sueño no es un discurso lógico, pero tampoco es "un dibujo" o imagen que pueda ser interpretada como tal. Freud insiste en la necesidad de que el trabajo interpretativo opere con la idea de que un sueño se parece más a un jeroglífico (a descifrar) o una pictografía:

«Pensamientos del sueño y contenido del sueño se nos presentan como dos figuraciones del mismo contenido en dos lenguajes diferentes; mejor dicho, el contenido del sueño se nos aparece como una transferencia de los pensamientos del sueño a otro modo de expresión, cuyos signos y leyes de articulación debemos aprender a discernir por vía de comparación entre el original y su traducción. Los pensamientos del sueño nos resultan comprensibles sin más tan pronto como llegamos a conocerlos. El contenido del sueño nos es dado, por así decir, en una pictografía, cada uno de cuyos signos ha de transferirse al lenguaje de los pensamientos del sueño. Equivocaríamos manifiestamente el camino si quisiésemos leer esos signos según su valor figural en lugar de hacerlo según su referencia signante [...] el sueño es un rébus de esa índole, y nuestros predecesores en el campo de la interpretación de los sueños cometieron el error de juzgar la pictografía como composición pictórica. Como tal les pareció absurda y carente de valor.»

Más adelante, Freud agrega lo siguiente sobre el funcionamiento específico de los procedimientos de figuración onírica sometidos a esta la condición de la representabilidad:

«Entre los diversos anudamientos colaterales de los pensamientos oníricos esenciales se prefiere los que permiten una figuración visual y el trabajo del sueño no ahorra esfuerzos para refundir tal vez primero los pensamientos abstractos en otra forma lingüística, aun la más insólita, con tal que posibilite la figuración y así ponga fin al aprieto psicológico del pensamiento estrangulado.»

Estos procedimientos de figuración y la regla de representabiliadad no constituyen en absoluto un trabajo de composición creativa, sino que se asemejan mucho más a un trabajo de traducción. Tampoco son «creativos» los otros procesos psíquicos de trabajo del sueño: su misión es el enmascaramiento.

## Figuración onírica y simbolismo
En 1914, es decir quince años después de la publicación de La Interpretación de los sueños, Freud consideró necesario realizar una adenda en el capítulo VI, para retomar y aclarar el punto controvertido de los "sueños típicos" que describe en el capítulo anterior. Freud vislumbraba un cierto peligro de que esta "figuración mediante símbolos típicos" acabara siendo finalmente nada más que una nueva versión de "clave de los sueños", paradigma del que justo quería alejarse su método interpretativo basado centralmente en las asociaciones libres del soñante. En este agregado, Freud define que la traducción a símbolos debería intervenir solo como técnica auxiliar.